# Televisió Municipal de València
La Televisió Municipal de València va ser un canal de televisió amb seu a la Ciutat de València fundada el juny de 2007 com a ens públic amb gestió privatitzada. La pràctica totalitat de la seua programació estava feta en castellà. La seua seu estava a l'Avinguda del Cid, número 2.

## Programació[calcitació]
- Telenotícies: espai de notícies.
- Emprende: espai dedicat al món empresarial.
- Barrio a Barrio: programa setmanal que pretén acostar la ciutat de València als seus visitants.
- Vents de festa: programa sobre el món faller.
- Samaruc: espai dedicat al públic infantil.
- València opina: polítics, analistes i economistes en un programa d'opinió i anàlisi polític i social.
- Plaza Redonda: magazine que presentava les darreres novetats en literatura, música, gastronomia, salut, etc., fetes a la ciutat.
- València vida: espai adreçat a la ciutadania sobre salut i hàbits de vida.
- Telemayores: programa de la Regidoria d'Integració i Benestar Social.
- València natura: programa quinzenal sobre la conservació del medi ambient.
- De estreno: espai que versa sobre les darreres estrenes cinematogràfiques.
- Nuestros museos: programa cultural sobre els museus de la ciutat.
- La ruta verde: recorregut pels parcs i jardins del cap i casal.
- Urbanitas: programa on es parlava de la història de la ciutat de València de la mà dels seus ciutadans.

## Tancament
El 13 de gener de 2012 el Consell Municipal de València es reuní per aprovar el cesament d'activitats de la televisió perquè, segons les declaracions, no podien dedicar més recursos al mitjà. L'aleshores alcaldessa, na Rita Barberà i Nolla, indicà que les despeses indicades per aquell any estava prevista en uns 180.000 euros, afegint que en aquell moment el projecte no era viable. La decisió només obtingué el suport del Partit Popular al ple municipal i el portaveu d'Esquerra Unida anuncià que demanaria respostes al govern municipal sobre la subvenció de 50.000 euros que estaven destinats a compensar les pèrdues de la televisió, així com el pressupost d'aquell any, que arribava als 192.000 euros.
La Junta General de l'ens passà a ser una Junta Extraordinària la qual el 31 de desembre de 2012 va liquidar oficialment l'ens front a la decisió del consistori de no pagar els 180.000 euros per mantindre-la oberta. La liquidació deixà pèrdues de 167.000 euros en els seus dos anys anteriors (2011-2012). El patrimoni restà valorat en 42.300 euros, provinent del material operatiu de la televisió, podent l'ajuntament recuperar 42.000 euros. Després del tancament, s'aplicà un ERO a la vintena de treballadors de l'ens, reduint la despesa en treballadors. Tant EUPV com el PSPV i Compromís havien criticat la "manca de pluralitat i servici públic" de la televisió.